# Knokke-Heist
Knokke-Heist là một đô thị tọa lạc ở tỉnh Tây Flanders. Đô thị này gồm các thị trấn Heist-aan-Zee, Knokke, Duinbergen, Ramskapelle và Westkapelle. Tại thời điểm ngày 1 tháng 1 năm 2006, Knokke-Heist có dân số 34.063 người. Tổng diện tích là 56,44 km² với mật độ dân số là 603 người trên mỗi km².  Knokke-Heist nằm trên một khu đất lấn biển ở biên giới Bỉ với Hà Lan.  
Khu vực này có nhiều khu nghỉ mát biển.